# Maintower

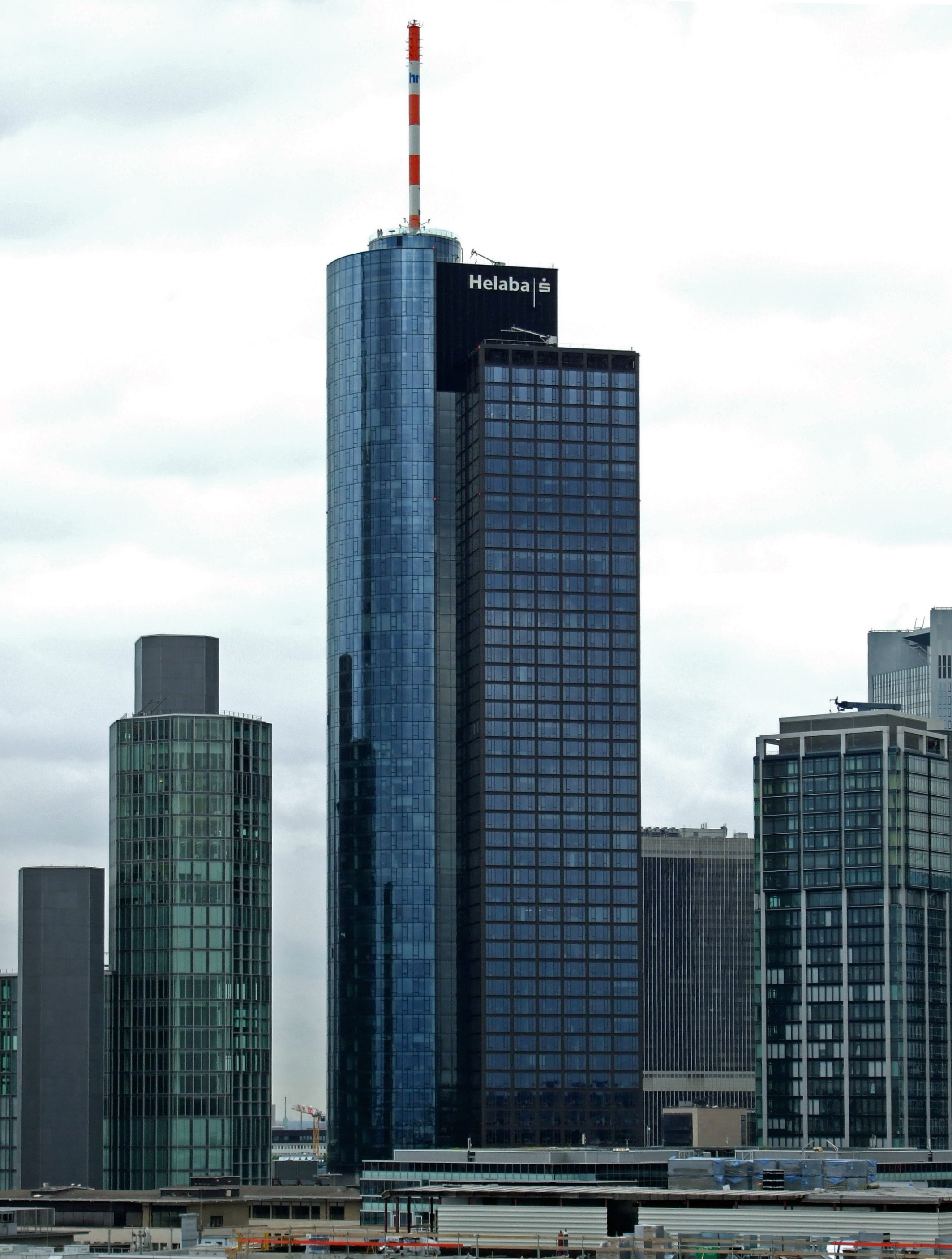
Maintower

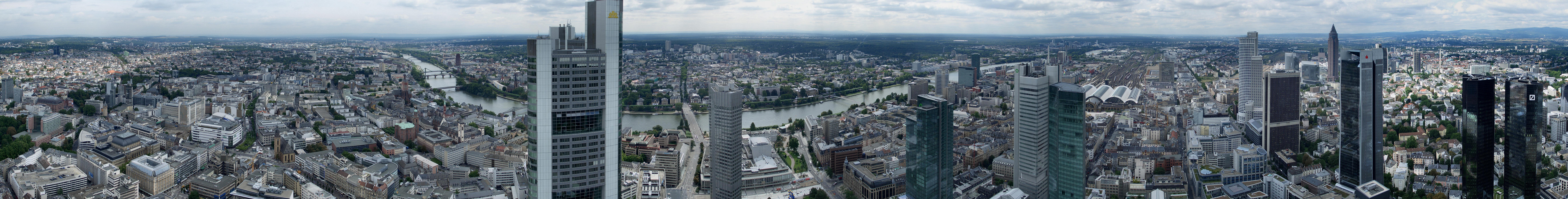
Panorama.

Maintower eller MAIN TOWER på 200 meter (56 våningar), är den fjärde högsta byggnaden i Frankfurt, Tyskland.  Maintower (tyska: "Maintornet"), som det vanligtvis kallas, är säte för Helaba (Hessische Landesbank). Byggnaden blev färdig 1999. Med antenn har tornet en höjd av 240 meter.